# Wang Chuqin
Wang Chuqin (kinesiska 王楚钦), född 11 maj 2000, är en kinesisk bordtennisspelare. Han är vänsterhänt och spelar med handskaksfattning. Chuqin vann både singel och mixed vid Olympiska sommarspelen för ungdomar 2018. Senare samma år var han med i det lag som vann världsmästerskapen i bordtennis 2018. Vid världsmästerskapen i bordtennis 2019 tog han guld i dubbel tillsammans med Ma Long och vid världsmästerskapen i bordtennis 2021 tog han guld i mixed tillsammans med Sun Yingsha.
Wang vann två guld vid olympiska sommarspelen 2024 i mixeddubbel tillsammans med Sun Yingsha och i herrarnas lagtävling tillsammans med Ma Long och Fan Zhendong. Singelturneringen blev dock en besvikelse för Wang som var världsetta inför turneringen men åkte ut redan i andra omgången efter att ha förlorat mot Truls Möregårdh. Blev världsmästare 25 maj 2025.